# پیمان بروکسل
پیمان بروکسل (انگلیسی: Treaty of Brussels) که در ۱۷ مارس ۱۹۴۸ بین بریتانیا، فرانسه، هلند، بلژیک و لوکزامبورگ امضا شد یک پیمان نظامی بود که بعدها پایه‌گذار اتحادیه اروپای غربی شد. این پیمان پاسخی بود از سوی کشورهای بلوک غرب به دخالت شوروی استالینی در کودتای ۱۹۴۸ چکسلواکی. تصویب قطعنامه واندنبرگ-کنالی در ۱۱ ژوئن ۱۹۴۸ در سنای آمریکا زمینه گسترش این پیمان در آن سوی اقیانوس آتلانتیک نیز فراهم شد و در نتیجه پیمان آتلانتیک شمالی (ناتو) به وجود آمد.